# Bob Bolder
Pour les articles homonymes, voir Bolder.
Bob Bolder, de son nom complet Robert John Bolder, est un footballeur anglais né le 2 octobre 1958 à Douvres. Il évoluait au poste de gardien de but.

## Biographie

### Joueur
Bob Bolder est joueur du Sheffield Wednesday de 1977 à 1983,.
En 1983, il rejoint le Liverpool FC,. Il est sur le banc lors de la finale de la Coupe des clubs champions 1983-1984.
Lors de la saison 1985-1986, Bolder devient joueur de Sunderland,.
En 1986, il est transféré au Charlton Athletic et dispute ses premiers matchs en première division anglaise,.
Après des passages au Margate FC en 1994 et au Dagenham & Redbridge en 1984-1985, il raccroche les crampons,.
Bob Bolder dispute un total de 137 matchs en première division anglaise.